# Уба-Форпост
Уба-Форпост (каз. Уба-Форпост) — село в Бородулихинском районе Абайской области Казахстана. Административный центр Уба-Форпостовского сельского округа. Находится примерно в 65 км к юго-востоку от районного центра, села Бородулиха. Код КАТО — 633889100.

## Население
В 1999 году население села составляло 482 человека (242 мужчины и 240 женщин). По данным переписи 2009 года, в селе проживало 269 человек (140 мужчин и 129 женщин).